# Échangeur de Vieilleville
 (juin 2025).
Motif : Pas de sources. Voir Discussion:Échangeur de Shimukappu/Admissibilité.
- Archive Wikiwix
- Bing
- Cairn
- DuckDuckGo
- E. Universalis
- Gallica
- Google
- G. Books
- G. News
- G. Scholar
- Persée
- Qwant
- (zh) Baidu
- (ru) Yandex
- (wd) trouver des œuvres sur Wikidata

| 1. | Préciser le motif de la pose du bandeau. | Précisez le motif de la pose du bandeau en utilisant la syntaxe suivante : {{admissibilité à vérifier\|date=juin 2025\|motif=remplacez ce texte par le motif}}                                 |
| 2. | Informer les utilisateurs concernés.     | Pensez à avertir le créateur de l'article, par exemple, en insérant le code ci-dessous sur sa page de discussion : {{subst:avertissement admissibilité à vérifier\|Échangeur de Vieilleville}} |

L’échangeur de Vieilleville est un échangeur autoroutier du périphérique de Nantes au nord-est de Nantes sur le territoire de la commune de Carquefou dans le département de la Loire-Atlantique en région Pays de la Loire. 
L'échangeur est composé d'un ensemble de bretelles et de deux giratoires. Il est numéroté 22 sur l'A11 et 22a sur l'A811.

## Axes concernés
Les axes concernés sont les suivants :
- l'autoroute A11 (boulevard périphérique Nord) vers Paris et Vannes (par la RN 165) ;
- l'autoroute A811 (boulevard périphérique Est à la « porte d'Anjou ») accès vers le sud Loire via les ponts de Bellevue ;
- la RD 178 (ex-RN 178) vers Nort-sur-Erdre ;
- la RD 37 vers Carquefou et Thouaré-sur-Loire.